# Færøernes Kommunistiske Parti
Færøernes Kommunistiske Parti (færøsk: Kommunistiski Flokkur Føroya, KFF) var et kommunistisk, marxist-leninistisk politisk parti på Færøerne. Partiet havde nære relationer til Danmarks Kommunistiske Parti (DKP), men var ikke en del af dette. En gruppe kommunister var begyndt at organisere sig i 1974, og det blev den direkte anledning til den stiftende generalforsamling for KFF i Tórshavn 14.–15. juni 1975. Partiet støttede op om Sovjetunionens politiske linje.
Partiet nedlagde sine aktiviteter i 1993.

## Historie
Den første egentlige organisering af færøske kommunister skete i Øernes Fremme − Færøske Socialister, der oprindelig var blevet grundlagt af en gruppe færøske studerende i Danmark i 1962, som var udgiver af tidsskriftet "Framin". Lidt efter lidt blev Øernes Fremme etableret som en lokal gruppe i Torshavn, som i 1970'erne afbrød med resten af Øernes Fremme − Færøske Socialister. I 1974 organiserede en gruppe kommunister sig udenfor Øernes Fremme, og nedsatte en arbejdsgruppe. Det medførte, at man i 1975 kunne danne Færøernes Kommunistiske Parti. Ifølge Egon Thomsen havde der også være kommunister i Det Republikanske Parti (Tjóðveldi). Den stiftende generalforsamling havde 15 deltagere, der vedtog love og partiprogram samt nedsatte et centralstyre. Arbejderen Egon Thomsen fra Suderø blev formand, læreren Ragnar Magnussen blev kasserer, læreren Tórður Jóansson blev partisekretær, mens André Niclasen redigerede partiavisen Tiden (Tíðin), der udkom 1975−1978.
Færøernes Kommunistiske Parti søgte i juli 1975 kontakt med Danmarks Kommunistiske Parti (DKP), og efteråret samme år deltog repræsentanter fra KFF på landsmødet for Norges Kommunistiske Parti (NKP). KFF og DKP var uafhængige af hinanden, men DKP havde forpligtet sig til at repræsentere KFF i rent færøsk anliggender i Folketinget, såsom fiskeri, udenrigspolitik og NATO- og EF-sprøgsmål. Partierne blev også enige om, at enhver dansk indblanding i færøske anliggender, inklusiv militær tilstedeværelse, måtte ophøre, men selvstændighedsspørgsmålet blev ikke drøftet.
De færøske kommunister synes ikke at have været talrige eller indflydelsesrige på Færøerne. Torður Jóansson forlod øerne for at studere lingvistik i Glasgow i Skotland i 1977, og KFF ophørte med at eksistere året efter. Jóansson  var efter alt at dømme partiets teoretiske drivkraft, og han var også partiets sidste formand. Nogen kommunister samlede sig senere i kredsen rundt om den kommunistiske avis Frit Færøerene (Fríu Føroyar), som blev udgivet i perioden 1983–1993. Partiet fil navnet Frit Færøerene/KFF i denne periode, og stillede op til kommunalvalg.